# 732 Tjilaki
732 Tjilaki este un asteroid din centura principală, descoperit pe 15 aprilie 1912, de Adam Massinger.